# 吉野川タクシー
吉野川タクシー（よしのがわたくしー）は、徳島市を拠点に一般乗用旅客事業を行うタクシー会社。
タクシー事業において、徳島市法人タクシー事業者としては最小台数である9台の車両を有し、徳島市川内町を拠点とする徳島北エリアを主な営業区域として運行する。

## 概要
徳島市を中心にタクシーを運行する事業者。
営業車両数は、2013年3月時点でタクシー9台となる。徳島県で唯一の外国人通訳サービス（徳島県観光ユニバーサル大賞受賞）や、県内初の妊産婦向け送迎サービス『Limoマタニティタクシー』、全車両にタブレット端末を配備してインターネット経由で配車を行う『クラウドタクシー配車』など様々な革新的サービスを展開し、交通機関を通じての地域発展を行っている。

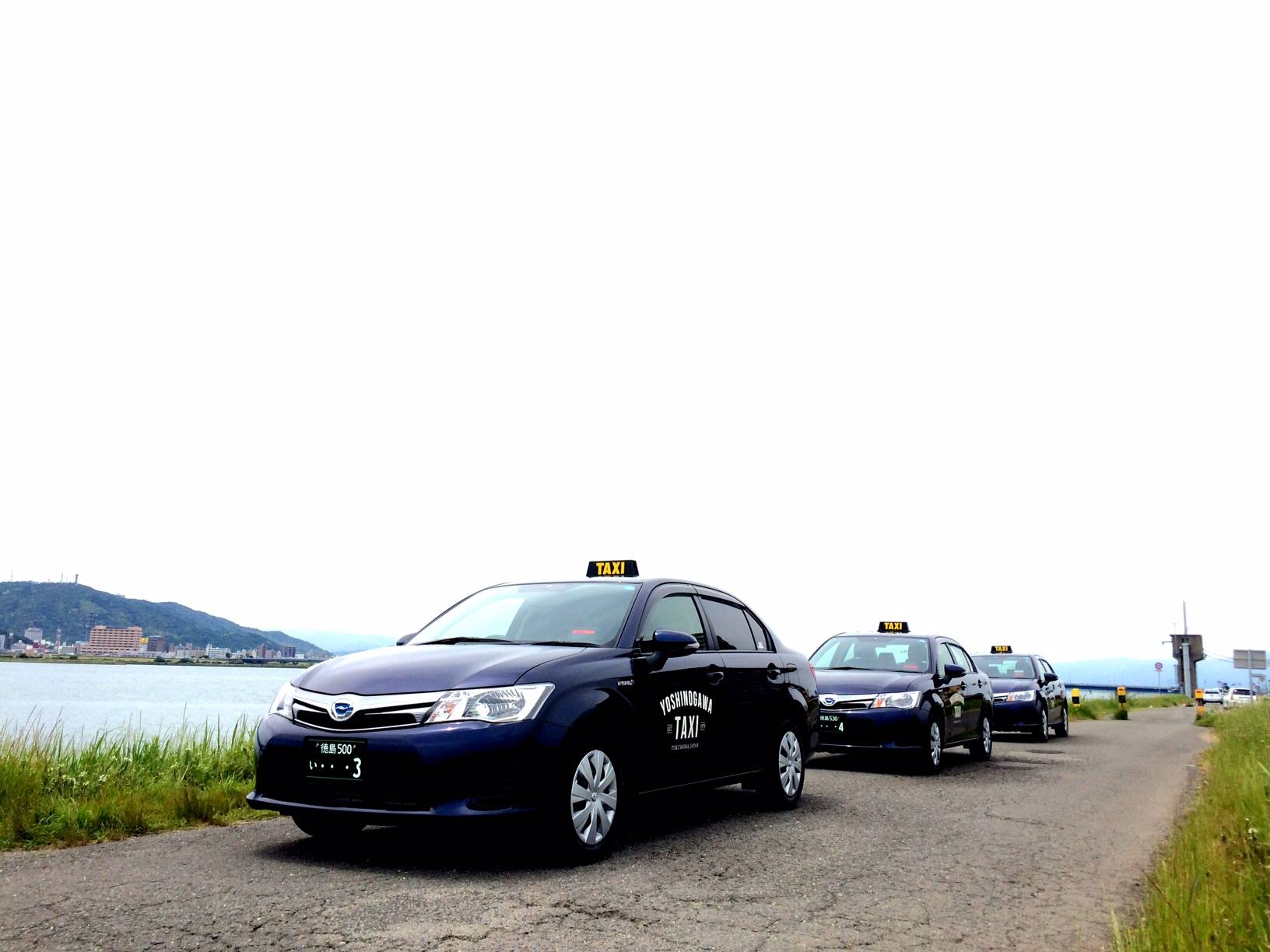
吉野川タクシー　小型タクシー

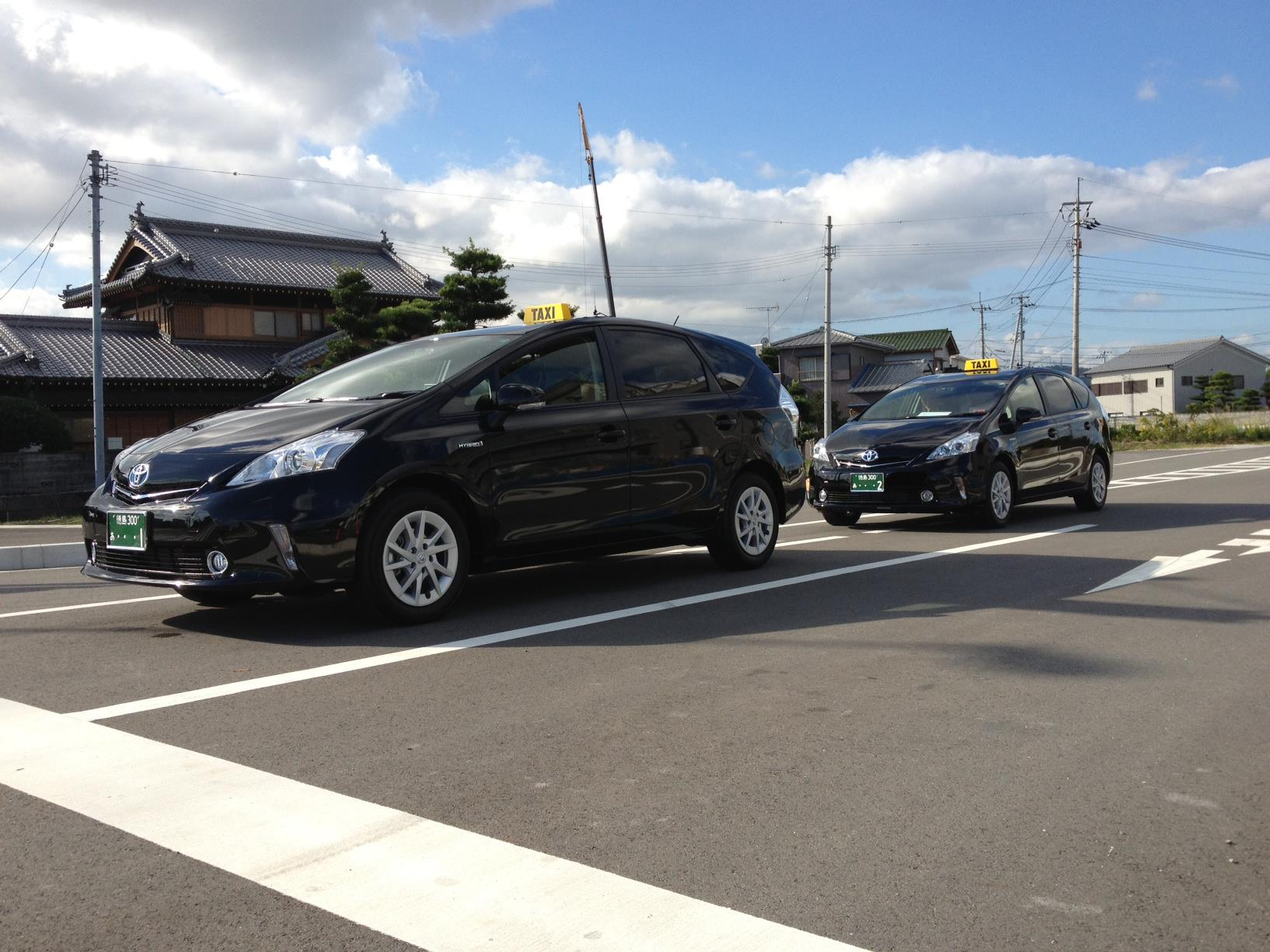
吉野川タクシー車両

|

## 歴史
- 1970年 - 吉野川タクシー有限会社、タクシー業として徳島市に創業。
- 2009年 - 外国人通訳サービスを開始。[1]
- 2010年 - 大型車を導入。ハイヤーサービスを開始。
- 2012年 - 株式会社あわわと提携し、県内初タクシー車内でタウン情報誌の無料配布を開始。[2]
- 2012年 - 中型車輌のベース車をトヨタクラウンコンフォートからプリウスαへ変更。
- 2012年 - 代表取締役に近藤洋祐が就任。
- 2013年 - 徳島県観光ユニバーサルデザイン大賞受賞。[3]
- 2013年 - 県内初の妊産婦送迎サービス『Limoマタニティタクシー®』を開始。[4]
- 2014年 - 中型車輌のベース車をトヨタ コンフォートからトヨタ　カローラアクシオHVへ変更。
- 2014年 - すべてのタクシー車輛でスマートフォン無料充電サービスを開始。
- 2014年 - クラウドタクシー配車システムを導入。すべてのタクシーにタブレットを配備し、インターネット経由で配車を行う。
- 2014年 - スマートフォン配車アプリ『smartaxi(R)』をApp Store/Google Playでリリース。[5]
- 2014年 - 国土交通省徳島運輸局より自動車関連功労企業として表彰を受ける。
- 2014年 - サンタクロースのコスプレをした乗務員『サンタクシー』サービスを期間限定で開始
- 2015年 - 全国初、学習塾へ通う小中学生向けライドシェア（相乗り）サービス『Limo キッズタクシー®』開始